# Referring Peak
Referring Peak är en bergstopp i Antarktis. Den ligger i Östantarktis. Nya Zeeland gör anspråk på området. Toppen på Referring Peak är 1 208 meter över havet, eller 19 meter över den omgivande terrängen. Bredden vid basen är 1,0 km.
Terrängen runt Referring Peak är kuperad österut, men västerut är den bergig. Trakten är obefolkad. Det finns inga samhällen i närheten. 